# Doleron
Doleron var ett varumärke från Astra Zeneca för ett analgetikum som användes vid måttliga till svåra smärttillstånd. Aktiva substanser var acetylsalicylsyra, dextropropoxifen och fenazon. Fenazon har, liksom acetylsalicylsyra, smärtlindrande, inflammationshämmande och febernedsättande egenskaper.
På grund av problem med missbruk av dextropropoxifen avregistrerades Doleron i Sverige 2004.